# Lady Lou
Lady Lou (originaltitel: She Done Him Wrong) är en amerikansk romantisk komedifilm från 1933 i regi av Lowell Sherman, med Mae West och Cary Grant i huvudrollerna.
Filmen valdes 1996 ut av USA:s kongressbibliotek för att bevaras i National Film Registry då den anses vara ”kulturellt, historiskt eller estetiskt betydelsefull”.

## Rollista i urval
- Mae West - Lady Lou
- Cary Grant - Capt. Cummings
- Owen Moore - Chick Clark
- Gilbert Roland - Sergei Stanieff
- Noah Beery, Sr. - Gus Jordan
- David Landau - Dan Flynn
- Rafaela Ottiano - Russian Rita
- Dewey Robinson - Spider Kane
- Rochelle Hudson - Sally
- Tammany Young - Chuck Connors
- Fuzzy Knight - Ragtime Kelly
- Grace La Rue - Frances Kelly
- Robert Homans - Doheney
- Louise Beavers - Pearl (Lous jungfru)